# Напролом (фильм, 1991)
«Напролом» (англ. The Hard Way) — кинофильм 1991 года студии Universal Pictures, боевик-комедия.

## Сюжет
Актёр Голливуда Ник Лэнг (Майкл Джей Фокс), звезда фильмов в стиле Индианы Джонса, желает заявить о себе как о более серьёзном исполнителе. Для этого он задумал сняться в главной роли в полицейской драме Кровь на асфальте (Blood on the Asphalt). Но для этого ему нужно узнать, «каково быть копом в реальной жизни».
Случай предоставляется довольно скоро — в репортаже криминальной хроники он видит лейтенанта Джона Мосса (Джеймс Вудс). Мосс даёт экспрессивное интервью после того, как упустил серийного убийцу по прозвищу «Кайфоло́м» (Party Crasher) (Стивен Лэнг), совершающего дерзкие убийства уголовников в ночных клубах и дискотеках. Лэнг, восторгаясь лейтенантом, делает всё возможное для того, чтобы попасть в Нью-Йорк, в напарники к Моссу. Полицейскому, конечно же, совершенно не нужен напарник-неумёха, но он вынужден сдаться под напором своего шефа, капитана Брикса (Делрой Линдо), являющегося страстным поклонником фильмов Лэнга.
Мосс продолжает расследование, и повсюду за ним таскается Лэнг. Актёр начитывает заметки на диктофон, надоедает нелепыми вопросами и даже пытается копировать жесты и мимику Мосса, чем доводит полицейского до белого каления. Ситуация осложняется тем, что актёр, игравший крутых парней, оказывается совершенно неподготовленным к опасностям, подстерегающим полицейского на каждом шагу. Моссу приходится оберегать его, охотиться за Кайфоломом и пытаться наладить личную жизнь — он встречается с молодой женщиной Сюзи (Аннабелла Шиорра), пытаясь понравиться и её дочери Бонни (Кристина Риччи). Неожиданно в этом Моссу помогает Лэнг — он даёт нелюдимому полицейскому пару уроков общения с женщинами, выглядящих чрезвычайно комично.
Однако в работе Лэнг по-прежнему только мешает Моссу, и полицейский договаривается с коллегами выдворить актёра из города. Они подстраивают несчастный случай, призванный инсценировать убийство Лэнгом безоружного человека. Сперва шокированный Лэнг попадается на удочку, однако позже узнаёт, что его обманули. Отношения между «напарниками» становятся ещё более напряжёнными, однако вскоре происходит очередная схватка с Кайфоломом, в ходе которой Лэнг спасает Моссу жизнь. После этого актёр предупреждает лейтенанта, что убийца обязательно захочет причинить тому боль, навредив Сюзи, «потому что так всегда бывает в фильмах». Мосс не верит, но в тот же вечер убийца похищает девушку и затаскивает на многоэтажное здание с рекламным изображением Ника Лэнга. После напряжённой борьбы Мосс сбрасывает убийцу вниз, но тот успевает серьёзно ранить Лэнга.
Фильм заканчивается сценой в кинозале, где главные герои смотрят премьеру фильма Кровь на асфальте с Ником Лэнгом в главной роли. Мосс возмущённо замечает, что Лэнг «украл его жизнь».

## В ролях
| Актёр            | Роль      |
| ---------------- | --------- |
| Майкл Джей Фокс  | Ник Лэнг  |
| Джеймс Вудс      | Джон Мосс |
| Стивен Лэнг      | Кайфолом  |
| Аннабелла Шиорра | Сюзи      |
| Кристина Риччи   | Бонни     |
| Льюис Блэк       | банкир    |
| Кэти Наджими     |           |
| Джон Каподиче    |           |
| Луис Гусман      | Бенни Пул |
| LL Cool J        |           |

## Съёмочная группа
- Оператор: Доналд МакЭлпайн, Роберт Праймс
- Композитор: Артур Б. Рубинстайн
- Режиссёр: Джон Бэдэм
- Продюсер: Д. Дж. Карузо, Роб Коэн, Питер Р. МакИнтош
- Сценарист: Лем Доббс, Дэниэл Пайн